# Ferrovia Mezzocorona-Mezzolombardo
La ferrovia Mezzocorona-Mezzolombardo, detta "La Retta" o "Feratela" in dialetto locale, era una linea ferroviaria a scartamento ordinario che collegava la stazione tranviaria di Mezzolombardo, sulla tranvia Trento-Malé, con quella ferroviaria di Mezzocorona, posta lungo la linea del Brennero.
Peculiarità di tale linea era la presenza del tratto comune alla tranvia Trento-Malé, armato a tre rotaie.

## Storia

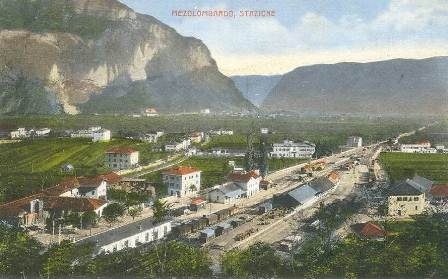
La stazione SATP in una cartolina d'epoca; sullo sfondo "la retta"

L'atto di concessione della ferrovia fu firmato dall'imperatore Francesco Giuseppe il 19 dicembre 1905 a favore del Comune di Trento, il quale affidava l'esercizio della Mezzolombardo-San Michele all'Adige alla Südbahn, che già eserciva la ferrovia del Brennero e cui era altresì affidata la concessione della Tranvia Trento-Malé, autorizzata con medesimo decreto imperiale.
L'elaborazione del progetto definitivo fu affidata alla Stern & Hafferln, la stessa cui stava lavorando a quello della tranvia, mentre l'esecuzione dei lavori fu a cura della società Scoz, Redi e Angeli. L'inaugurazione avvenne il 5 agosto 1906, con una cerimonia svoltasi in tono dimesso per l'assenza dei sindaci della zona in segno di protesta contro il governo centrale rispetto alle difficoltà incontrate nello sviluppo dei trasporti della zona.
Il 14 settembre 1909, pur con una parziale ripresa un paio di giorni dopo, venne ufficialmente soppresso il servizio viaggiatori che era stato svolto fino ad allora in maniera provvisoria in attesa della costruzione del tronco Trento-Cles della tranvia: da allora la breve linea ferroviaria operò quale diramazione merci della ferrovia del Brennero.
In seguito agli avvenimenti della prima guerra mondiale nel 1918 l'esercizio della linea passò alle Ferrovie dello Stato le quali, il 14 giugno 1936, affidarono la concessione della linea alla Società Anonima Trasporti Pubblici (SATP) guidata dall'ingegnere elvetico Giacomo Sutter, molto attivo nel settore ferroviario.
Un servizio con automotrici risulta svolto sulla linea fino al 1964.

## Caratteristiche
|  |  |  | Unused urban continuation backward | Continuation backward |  |  |

|  |  |  | Unknown route-map component "exmBHFa" | Station on track |  |  |

|  |  |  | Unknown route-map component "exWBRÜCKE1" | Small bridge over water |  |  |

|  |  |  | Unknown route-map component "exmABZgl" | Unknown route-map component "emABZg+r" |  |  |

|  |  |  | Unknown route-map component "exSTR" | Station on track |  |  |

|  |  |  | Unknown route-map component "exSTR" | Unknown route-map component "emABZgl" | Unknown route-map component "uexSTR+r" |  |

|  |  |  | Unknown route-map component "exSTR" | Straight track | Unused straight waterway |  |

| Unknown route-map component "CONTgq" | Unknown route-map component "emABZq+l" | Station on transverse track | Unknown route-map component "xKRZ" | Unused transverse waterway + One way rightward | Unknown route-map component "uexSTRr" |  |

| Unknown route-map component "CONTgq" | Unknown route-map component "uxmKRZ" | Transverse track | Unknown route-map component "eABZql" | Station on transverse track | Unknown route-map component "CONTfq" |  |

|  | Unused urban continuation forward |

La "Feratela" era una linea ferroviaria in concessione a scartamento ordinario, non elettrificata, lunga 2,9 km e armata con normali rotaie di tipo Vignoles.

### Percorso

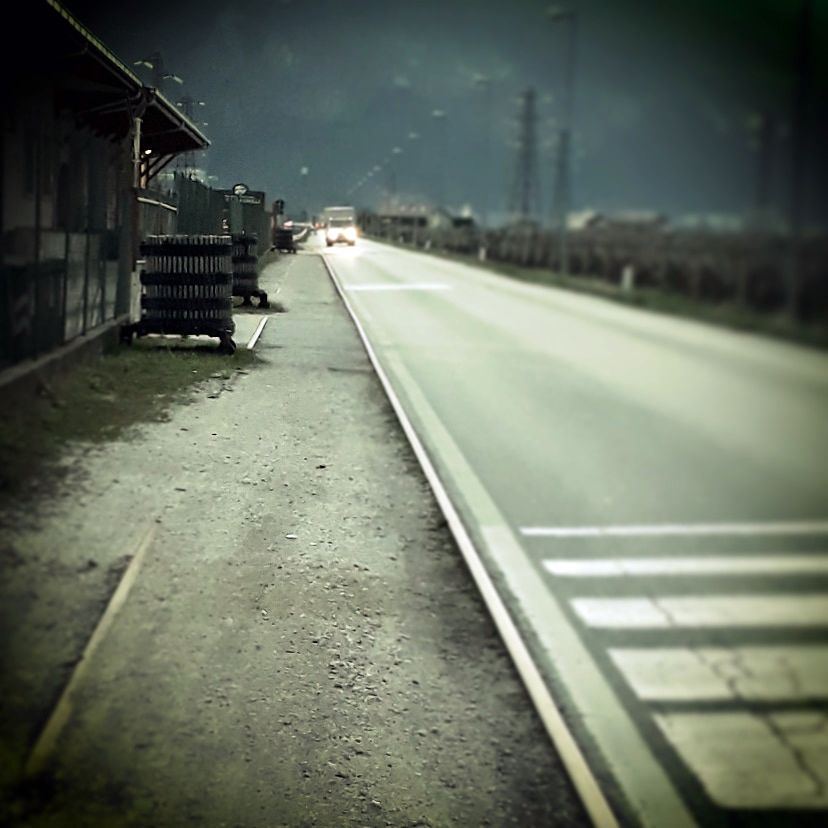
Rotaie ancora emergenti della Ferrovia Mezzocorona-Mezzolombardo lungo l'attuale Via Del Teroldego

La ferrovia si svolgeva prevalentemente lungo lo stradone rettilineo (da cui il soprannome de "la retta"") fra San Michele all'Adige e Mezzolombardo (ai tempi denominato "Mezolombardo"), sovrappassando il torrente Noce.
Staccatasi dalla radice nord della stazione di San Michele all'Adige (in seguito rinominata Mezzocorona), la linea piagava con una stretta curva in direzione sud ovest, intersecando il percorso della tranvia e servendo alcune attività della zona; fino agli anni novanta tale primo tratto risultava ancora attivo quale raccordo a servizio di un'impresa di legnami.
Da qui aveva inizio il tratto rettilineo, caratterizzato dalla presenza del ponte sul Noce, che risultava comune con la tranvia: a tale scopo l'ultimo tratto fino alla stazione di Mezzolombardo era armato col sistema a doppio scartamento a tre rotaie. La stazione occupava l'area delimitata da quelle che in seguito divennero le vie Fiorini e Milano.

## Materiale rotabile
Il servizio passeggeri e merci lungo la ferrovia fu inizialmente affidato dalle KKStB alle locomotive Gruppo 4 della Südbahn, unità di rodiggio Bt realizzate nel 1880-1881 dalla Wiener Lokomotiv-Fabrik due delle quali, le unità 4.54 e 4.59, terminata la prima guerra mondiale rimasero in loco entrando nel parco FS come 814.001-002.
Entrambe le locomotive furono cedute ad industrie private fra il 1925 e il 1927 e rimpiazzate con unità di altri gruppi assegnate al deposito locomotive di Trento; una di esse è conservata presso il museo nazionale della scienza e della tecnica di Milano.
Nel 1936 la SATP acquisì dalla società Ferrovie e Tramvie Vicentine (FTV) due locomotive immatricolate con i numeri 29 e 30, in seguito accantonate e demolite nel 1948. In seguito furono utilizzate alcune automotrici FS.